# Martin Ransohoff
Martin Ransohoff (New Orleans, Louisiana, 1927. július 7. – Los Angeles, Kalifornia, 2017. december 13.) amerikai filmproducer.

## Filmjei
- A fiúk átmulatott éjszakája (Boys' Night Out) (1962, producer)
- The Beverly Hillbillies (1962, tv-sorozat, executive producer)
- A kerékpáros kereskedők (The Wheeler Dealers) (1963, producer)
- Szerelmi partraszállás (The Americanization of Emily) (1964, producer)
- Út a szeretet felé (The Sandpiper) (1965, producer)
- A megboldogult (The Loved One) (1965, executive producer)
- A Cincinnati kölyök (The Cincinnati Kid) (1965, producer)
- Az ördög szeme (Eye of the Devil) (1966, producer)
- Vámpírok bálja (Dance of the Vampires) (1967, executive producer)
- Don't Make Waves (1967, producer)
- Anyánk háza (Our Mother's House) (1967, executive producer)
- Zebra kutatóbázis (Ice Station Zebra) (1968, producer)
- Szentivánéji álom (A Midsummer Night's Dream) (1968, executive producer)
- Vártorony (Castle Keep) (1969, producer)
- Hamlet (1969, producer)
- A 22-es csapdája (Catch-22) (1970, producer)
- Holdfényháború (The Moonshine War) (1970, producer)
- Rillington Place 10 (1971, producer)
- Vakrémület (See No Evil) (1971, producer)
- Mr. Süket trükkjei (Fuzz) (1972, producer)
- Mentsd meg a tigrist! (Save the Tiger) (1973, producer)
- The White Dawn (1974, producer)
- Száguldás gyilkosságokkal (Silver Streak) (1976, executive producer)
- Co-ed Fever (TV Series) (1979, tv-sorozat, executive producer)
- Denevérinvázió (Nightwing) (1979, producer)
- Wanderers (1979, producer)
- A Change of Seasons (1980, producer)
- American Pop (1981, producer)
- Ki kém, ki nem kém (Hanky Panky) (1982, producer)
- Én és a te anyád (Class) (1983, producer)
- Kicsorbult tőr (Jagged Edge) (1985, producer)
- Chicago Blues – A nagyváros (The Big Town) (1987, producer)
- Szemenszedett szenzáció (Switching Channels) (1988, producer)
- Az igazság törvénye (Physical Evidence) (1989, producer)
- Welcome Home (1989, producer)
- Bűnben égve (Guilty as Sin) (1993, producer)
- Légörvény (Turbulence) (1997, producer)